# Rychnowo Wielkie
Rychnowo Wielkie – przystanek kolejowy w Wielkim Rychnowie, w województwie kujawsko-pomorskim, w Polsce. Dawniej była to stacja Rychnowo.

## Ruch pasażerski
| Rok  | Wymiana pasażerska na dobę |
| ---- | -------------------------- |
| 2017 | 150-199                    |
| 2022 | 150-199                    |